# Leptocuma serriferum
Leptocuma serriferum är en kräftdjursart som beskrevs av Hale 1944. Leptocuma serriferum ingår i släktet Leptocuma och familjen Bodotriidae. Inga underarter finns listade i Catalogue of Life.